# 1 yên (tiền kim khí)
Đồng tiền xu 1 yên (一円硬貨 (Nhất viên ngạnh hoá) Ichi-en kōka?) là mệnh giá nhỏ nhất của đồng Yên Nhật. Đồng tiền xu một yên Nhật đầu tiên được đúc hoàn toàn bằng bạc vào năm 1871, nhưng sau đó loại đồng tiền bằng vàng cũng được sản xuất và được sử dụng song song với đồng tiền bạc. Đồng tiền xu một yên bằng bạc được ngừng sản xuất vào năm 1914. Đồng tiền xu một yên bằng đồng thau được sản xuất vào cuối những năm 1940, nhưng thiết kế hiện tại được đúc lần đầu vào năm 1955. Đồng xu 1 yên hiện tại được làm từ một hợp kim nhôm và thiết kế của nó không thay đổi kể từ lần đúc đầu tiên.
Vào đầu những năm 2010, việc sử dụng tiền điện tử là nguyên nhân dẫn đến việc thiếu nhu cầu sử dụng tiền mặt, và việc sản xuất tiền xu bị giới hạn trong các lượt tiền đúc nhỏ cho đến năm 2014. Việc sản xuất đều đặn chỉ kéo dài cho đến cuối năm 2016, khi đồng tiền xu một yên một lần nữa bị giới hạn trong các lượt tiền đúc nhỏ. Giống như đồng penny của Mỹ, Cục Đúc tiền Nhật Bản đã đúc đồng tiền xu một yên với mức lỗ do chi phí gia tăng của loại kim loại cơ bản được sử dụng trong đồng tiền.

## Thiết kế hiện tại
Đồng tiền xu một yên là mệnh giá tiền xu hiện đại lâu đời nhất, với thiết kế vẫn giữ nguyên kể từ khi được giới thiệu vào năm 1955. Mặt sau đồng tiền xu có hình dáng số "1" trong một vòng tròn đại diện cho một yên, bên dưới có đề năm phát hành được ghi bằng kanji. Mặt chính đồng tiền có một cây con, nhằm tượng trưng cho sự phát triển lành mạnh của Nhật Bản.

## Lịch sử

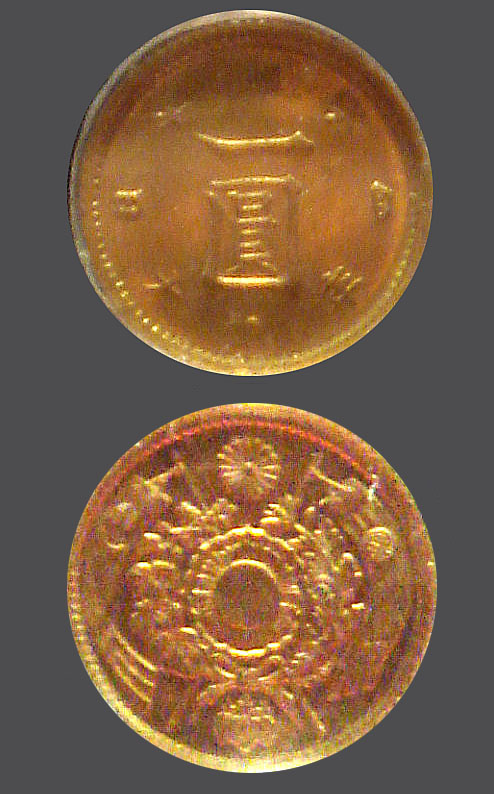
Đồng tiền xu một yên ban đầu (1,5 g vàng nguyên chất), mặt chính và sau.

Đồng tiền xu một yên Nhật đầu tiên được đúc vào năm 1870, lúc đầu những đồng tiền này chủ yếu được đúc bằng bạc. Mặt chính của những đồng tiền này có khắc một con rồng với một dòng chữ tròn xung quanh nó. Mặt sau có một mặt trời rạng rỡ bao quanh bởi một vòng hoa, với huy hiệu hoa cúc (một biểu tượng của Hoàng gia Nhật Bản) cùng hai con dấu của chính phủ Nhật Bản ở hai bên. Mặc dù vậy, năm sau đó Nhật Bản chuyển sang tiêu chuẩn vàng để theo kịp với các quốc gia ở Bắc Mỹ và châu Âu. Việc sản xuất đồng tiền xu một yên bằng bạc bị dừng lại, thay vào đó là những đồng tiền xu nhỏ mới bằng vàng. Khoảng năm 1874-1875, đồng tiền xu một yên bằng bạc lại được đúc với một thiết kế mới và chỉ bị dừng lại một vài lần nữa trong năm 1875 để ủng hộ đồng "đô la mậu dịch" (trade dollar). Cả hai đồng tiền bạc và vàng đồng thời lưu hành sau năm 1878 khi Nhật Bản tiến hành một tiêu chuẩn lưỡng kim, và việc sản xuất một lần nữa tiếp tục với loại tiền xu một yên bằng bạc. Đồng tiền xu một yên bằng vàng được đúc cho đến năm 1880, trong khi những đồng tiền xu bằng bạc kéo dài đến năm 1914.
Hệ thống tiền xu được cải cách vào năm 1948 với việc phát hành một đồng tiền xu một yên bằng đồng thau, 451.170.000 đồng tiền xu đã được đúc cho tới khi việc sản xuất ngừng lại vào năm 1950. Mặt chính có một chữ số "1" với dòng "Quốc gia Nhật Bản" bên trên, và năm phát hành, trong khi mặt sau khắc dòng "Một Yên" với một hoạ tiết hoa bên dưới. Thiết kế hiện tại được giới thiệu vào năm 1955, khi đồng tiền xu một yên đầu tiên bằng nhôm được đúc, trong suốt lịch sử đúc tiền của nó, đồng tiền xu này đã hoàn toàn bị dừng lại (không được phát hành trong loạt tiền đúc) chỉ một lần vào năm 1968 do sản xuất quá mức yêu cầu. Năm 1989, một khoản thuế tiêu thụ quốc gia đã được quy định với việc tính giá xuống đơn vị một chữ số đồng yên.
Trong năm 2011, việc sử dụng tiền điện tử ngày càng tăng dẫn đến thiếu nhu cầu sử dụng tiền xu; kết quả là loại tiền xu một yên được đúc cho đến năm 2013 chỉ được phát hành trong các loạt tiền đúc nhỏ. Việc sản xuất được tiếp tục vào năm 2014 do việc tăng một loại thuế tiêu thụ bắt đầu có hiệu lực. Chi phí sản xuất đồng tiền xu một yên đã trở thành một vấn đề trong những năm gần đây. Kể từ đầu thập niên 2000 chi phí sản xuất đồng tiền xu một yên đã tăng lên, và vào năm 2003, cứ một cuộn tiền xu được đúc phải tốn 13 yên. Các biện pháp khắc phục đã được thực hiện trong năm 2009, bao gồm cả việc huy động tiền từ khu vực tư nhân nhưng điều đó không hoàn toàn giúp giảm chi phí sản xuất, vẫn tốn 3 yên cho mỗi đồng tiền xu 1 yên được đúc trong năm 2015. Đồng tiền xu một yên vẫn phổ biến tại các địa điểm như Osaka, nơi tiền xu theo truyền thống được sử dụng cho các giao dịch nhà buôn. Tháng 10 năm 2017, báo cáo cho thấy như một hệ quả, giá cả trên toàn Nhật Bản nói chung khó có thể tăng lên đều đặn.
Đồng tiền xu một yên cũng có những cách sử dụng không liên quan đến tiền tệ trong cuộc sống; vì mỗi đồng tiền xu một yên chỉ nặng một gram, đôi khi chúng được sử dụng để đo trọng lượng. Nếu đặt cẩn thận trên mặt nước tĩnh lặng, đồng tiền xu một yên sẽ không phá vỡ sức căng bề mặt, và do đó có thể nổi trên mặt nước.

## Số liệu lưu hành

### Thời kỳ Chiêu Hoà
Dưới đây là những năm lưu hành trong triều đại của Thiên hoàng Hirohito. Các năm dưới đây tương ứng với năm thứ 30 đến năm thứ 64 (cuối cùng) trong triều đại của ông. Tiền xu trong giai đoạn này sẽ bắt đầu với ký hiệu tiếng Nhật 昭和 (Chiêu Hoà - Shōwa).
- Tiền xu Nhật Bản được đọc với thứ tự từ trái qua phải:

"Niên hiệu" → "Năm tại vị" → chữ "Niên" 年 (Ví dụ: 昭和 → 六十二 → 年).
| Năm tại vị | Kanji  | Năm Gregorius | Lượng tiền được đúc, đơn vị tính: nghìn đồng xu |
| ---------- | ------ | ------------- | ----------------------------------------------- |
| 30         | 三十   | 1955          | 381,700                                         |
| 31         | 三十一 | 1956          | 500,900                                         |
| 32         | 三十二 | 1957          | 492,000                                         |
| 33         | 三十三 | 1958          | 374,900                                         |
| 34         | 三十四 | 1959          | 208,600                                         |
| 35         | 三十五 | 1960          | 300,000                                         |
| 36         | 三十六 | 1961          | 432,400                                         |
| 37         | 三十七 | 1962          | 572,000                                         |
| 38         | 三十八 | 1963          | 788,700                                         |
| 39         | 三十九 | 1964          | 1,665,100                                       |
| 40         | 四十   | 1965          | 1,743,256                                       |
| 41         | 四十一 | 1966          | 807,344                                         |
| 42         | 四十二 | 1967          | 220,600                                         |
| 43         | 四十三 | 1968          | 0                                               |
| 44         | 四十四 | 1969          | 184,700                                         |
| 45         | 四十五 | 1970          | 556,400                                         |
| 46         | 四十六 | 1971          | 904,950                                         |
| 47         | 四十七 | 1972          | 1,274,950                                       |
| 48         | 四十八 | 1973          | 1,470,000                                       |
| 49         | 四十九 | 1974          | 1,750,000                                       |
| 50         | 五十   | 1975          | 1,656,150                                       |
| 51         | 五十一 | 1976          | 928,850                                         |
| 52         | 五十二 | 1977          | 895,000                                         |
| 53         | 五十三 | 1978          | 864,000                                         |
| 54         | 五十四 | 1979          | 1,015,000                                       |
| 55         | 五十五 | 1980          | 1,145,000                                       |
| 56         | 五十六 | 1981          | 1,206,000                                       |
| 57         | 五十七 | 1982          | 1,017,000                                       |
| 58         | 五十八 | 1983          | 1,086,000                                       |
| 59         | 五十九 | 1984          | 981,850                                         |
| 60         | 六十   | 1985          | 837,150                                         |
| 61         | 六十一 | 1986          | 417,960                                         |
| 62         | 六十二 | 1987          | 955,775                                         |
| 63         | 六十三 | 1988          | 1,269,042                                       |
| 64         | 六十四 | 1989          | 116,100                                         |

### Thời kỳ Bình Thành

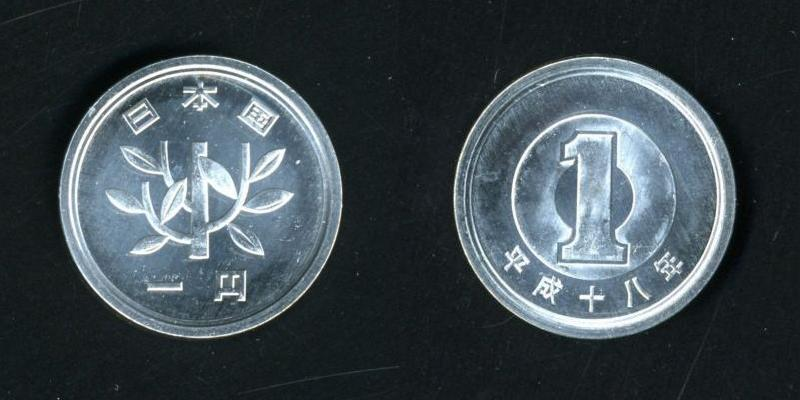
Hình ảnh một đồng tiền xu một yên của thời kỳ Bình Thành, năm thứ 18 (2006)

Sau đây là ngày lưu hành trong triều đại của Thiên hoàng hiện tại. Akihito lên ngôi vào năm 1989, được đánh dấu với ký tự 元 (nguyên) trên đồng tiền xu để tính một năm. Tiền xu trong giai đoạn này sẽ bắt đầu với ký hiệu tiếng Nhật 平成 (Bình Thành - Heisei). Các đồng tiền xu một yên trong những năm 2011 - 2013 chỉ được phát hành với các loạt tiền đúc nhỏ. Mặc dù việc sản xuất đều đặn được tiếp tục vào năm 2014, việc đúc tiền một lần nữa bị đình trệ vào năm 2016 và chỉ giới hạn trong các loạt tiền đúc nhỏ.
- Tiền xu Nhật Bản được đọc với thứ tự từ trái qua phải:

"Niên hiệu" → "Năm tại vị" → chữ "Niên" 年 (Ví dụ: 平成 → 九 → 年).
| Năm tại vị | Kanji  | Năm Gregorius | Lượng tiền được đúc, đơn vị tính: nghìn đồng xu |
| ---------- | ------ | ------------- | ----------------------------------------------- |
| 1          | 元     | 1989          | 2,366,970                                       |
| 2          | 二     | 1990          | 2,768,953                                       |
| 3          | 三     | 1991          | 2,301,120                                       |
| 4          | 四     | 1992          | 1,299,130                                       |
| 5          | 五     | 1993          | 1,261,240                                       |
| 6          | 六     | 1994          | 1,040,767                                       |
| 7          | 七     | 1995          | 1,041,874                                       |
| 8          | 八     | 1996          | 942,213                                         |
| 9          | 九     | 1997          | 783,086                                         |
| 10         | 十     | 1998          | 452,612                                         |
| 11         | 十一   | 1999          | 67,120                                          |
| 12         | 十二   | 2000          | 12,026                                          |
| 13         | 十三   | 2001          | 8,024                                           |
| 14         | 十四   | 2002          | 9,667                                           |
| 15         | 十五   | 2003          | 117,406                                         |
| 16         | 十六   | 2004          | 52,903                                          |
| 17         | 十七   | 2005          | 30,029                                          |
| 18         | 十八   | 2006          | 129,594                                         |
| 19         | 十九   | 2007          | 223,904                                         |
| 20         | 二十   | 2008          | 134,811                                         |
| 21         | 二十一 | 2009          | 48,003                                          |
| 22         | 二十二 | 2010          | 7,905                                           |
| 23         | 二十三 | 2011          | 456                                             |
| 24         | 二十四 | 2012          | 659                                             |
| 25         | 二十五 | 2013          | 554                                             |
| 26         | 二十六 | 2014          | 124,013                                         |
| 27         | 二十七 | 2015          | 82,004                                          |
| 28         | 二十八 | 2016          | 574                                             |
| 29         | 二十九 | 2017          | 477                                             |
| 30         | 三十   | 2018          | -                                               |